# Конгресс Федеративных Штатов Микронезии
Конгресс Федеративных Штатов Микронезии (англ. Congress of the Federated States of Micronesia) — национальный законодательный орган Федеративных Штатов Микронезии.

## Структура и особенности
Однопалатный парламент из 14 беспартийных членов: 10 сенаторов выбираются на два года по одномандатным округам и по одному сенатору от каждого из четырех штатов на четыре года. У штата Трук в общей сложности шесть мест, Понпеи — четыре места и по два места у Яп и Кусаие; не реже чем в 10 лет представительство штатов по округам может пересматриваться. По состоянию на 2021 год спикером является Уэсли Симина, избранный в парламент от штата Трук на 4 года. При этом штаты имеют свои собственные законодательные собрания.
Следует отметить, что однопалатные парламенты нехарактерны для федераций, поэтому федерализм проявляется в столь необычной структуре единственной палаты. Законодательный процесс также отражает федеративный характер государства. Так, в первом чтении законопроект считается принятым, если его поддерживают две трети всех членов Конгресса, голосующих индивидуально. Но во втором (окончательном) чтении законопроект также требует поддержки двух третей из четырех государств-членов (всего штатов четыре, поэтому фактически необходима поддержка трех из четырех представителей штатов: дело в том, что при разработке Конституции Федеративных Штатов Микронезии предполагалось вхождение в федерацию до шести штатов, и правило в таком виде сохранилась до сих пор).
На общенациональных выборах применяется система относительного большинства, то есть побеждает тот кандидат, который наберет наибольшее количество голосов. По причине отсутствия политических партий избиратели скорее принимают во внимание регион или родственные связи, а не политическую идеологию. Президент и вице-президент Федеративных Штатов Микронезии выбираются Конгрессом из числа четырех сенаторов от штатов. Поэтому президент и вице-президент всегда из разных штатов, а затем на ставшие вакантными места проводятся внеочередные выборы в парламент. Обычно президентство чередуется между четырьмя штатами; должность нельзя занимать более двух сроков подряд. Скорее всего при прямых выборах президент происходил бы из более населённых штатов Трук или Понпеи, чего авторы конституции хотели избежать. В итоге основная власть концентрируется в Конгрессе, выбирающем президента, что тоже вызывает опасения некоторых наблюдателей из-за дисбаланса между ветвями власти.